# Psicoide
Psicoide è un concetto utilizzato dallo psichiatra e psicologo svizzero Carl Gustav Jung nel contesto della sua psicologia analitica per definire e caratterizzare l'inconscio collettivo e i suoi contenuti, gli archetipi.

## Definizione
L'aspetto psicoide dell'archetipo, del subconscio, si riferisce al suo carattere fisico, oltre a quello psichico, e, allo stesso tempo, al suo carattere collettivo e transpersonale, oltre la psiche individuale. L'archetipo non è soltanto un fenomeno interno personale ma esso estende la sua fenomenologia al mondo esteriore, realizzandosi nella nostra identità individuale; l'archetipo, in definitiva, quello inconsapevole, è un abitante simultaneo del microcosmo e del macrocosmo.
Tutto parte dalla negazione che fa Jung per quanto riguarda la possibilità che non esista nulla oltre la psiche. Da lì in prima istanza allude all'esistenza di una base psicoide che partorisce tutte quelle espressioni denominate come archetipiche, ossia, dell'esistenza di un livello nel quale non possiamo dimostrare se esiste un condizionamento psichico o un'altra indole, di un livello quasi-animico o tale all'anima. Nella misura che dette manifestazioni siano efficaci, risultano autentiche per l'individuo che le vive, anche se si ignora per intero la sua natura e sia carente di dimostrazione empirica.
Allo stesso modo, generalizza tale postulato non solo agli archetipi e all'inconscio collettivo, bensì alla psiche in generale, presupponendo poi il velo, un oggetto assoluto inconcepibile ma ugualmente attuale.